# 蒙塔古托
蒙塔古托（義大利語：Montaguto），是意大利阿韦利诺省的一个市镇。总面积18.21平方公里，人口494人，人口密度27.1人/平方公里（2009年）。ISTAT代码为064051。